# Butler Institute of American Art

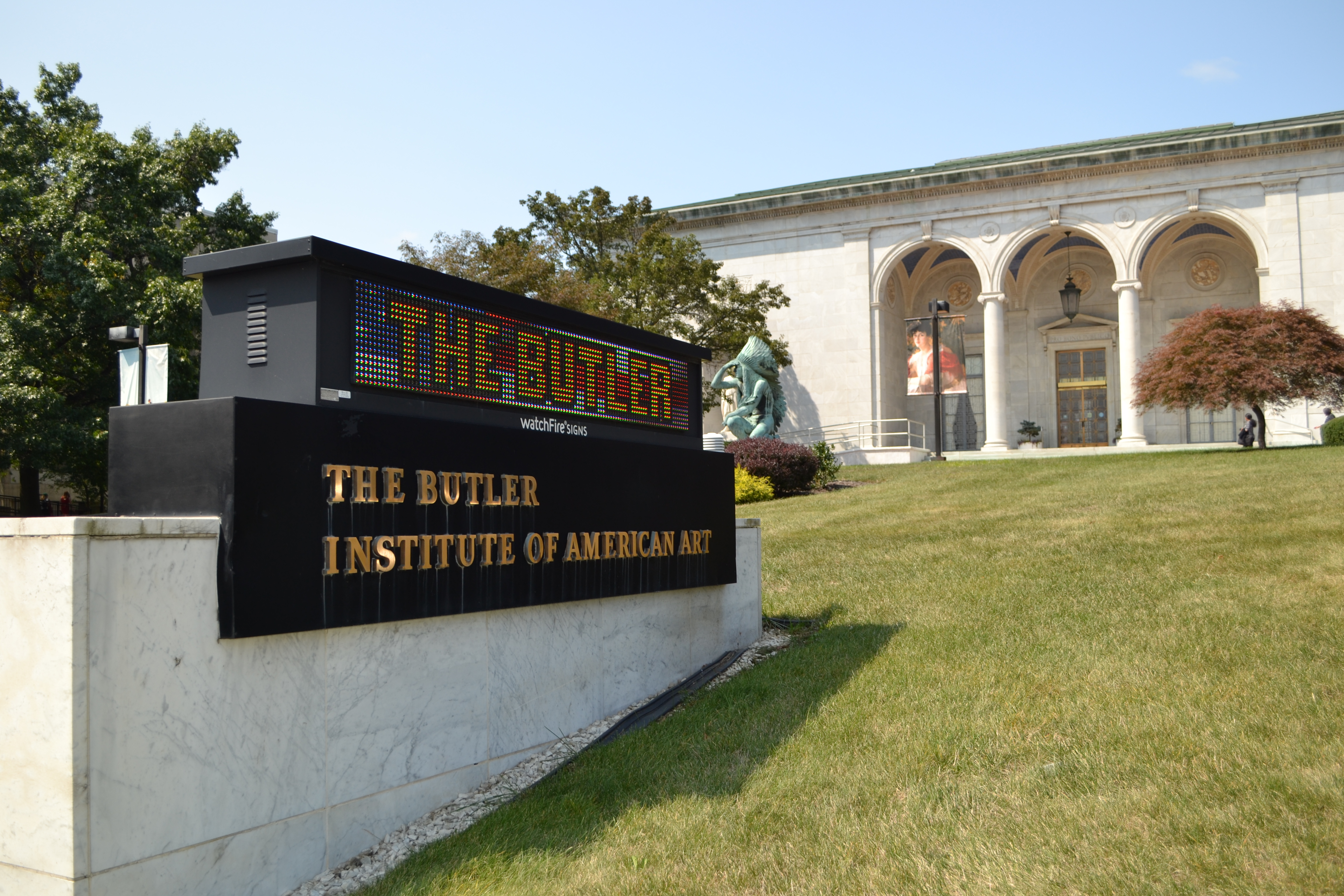
Butler Institute of American Art, Eingang

Das Butler Institute of American Art ist ein Kunstmuseum in Youngstown, Ohio, USA, das sich ausschließlich dem Sammeln, Ausstellen und Bewahren amerikanischer Kunst widmet. Es wurde 1919 von dem Industriellen und Philanthropen Joseph G. Butler Jr. gegründet und war das erste Museum in den Vereinigten Staaten, das ausschließlich amerikanischer Kunst vorbehalten war.

## Geschichte
Joseph G. Butler Jr., ein bedeutender Industrieller und Historiker, gründete das Museum, um seine persönliche Sammlung amerikanischer Kunstwerke der Öffentlichkeit zugänglich zu machen. Das Museum wurde 1919 eröffnet und wird seitdem ehrenamtlich geführt.

## Architektur

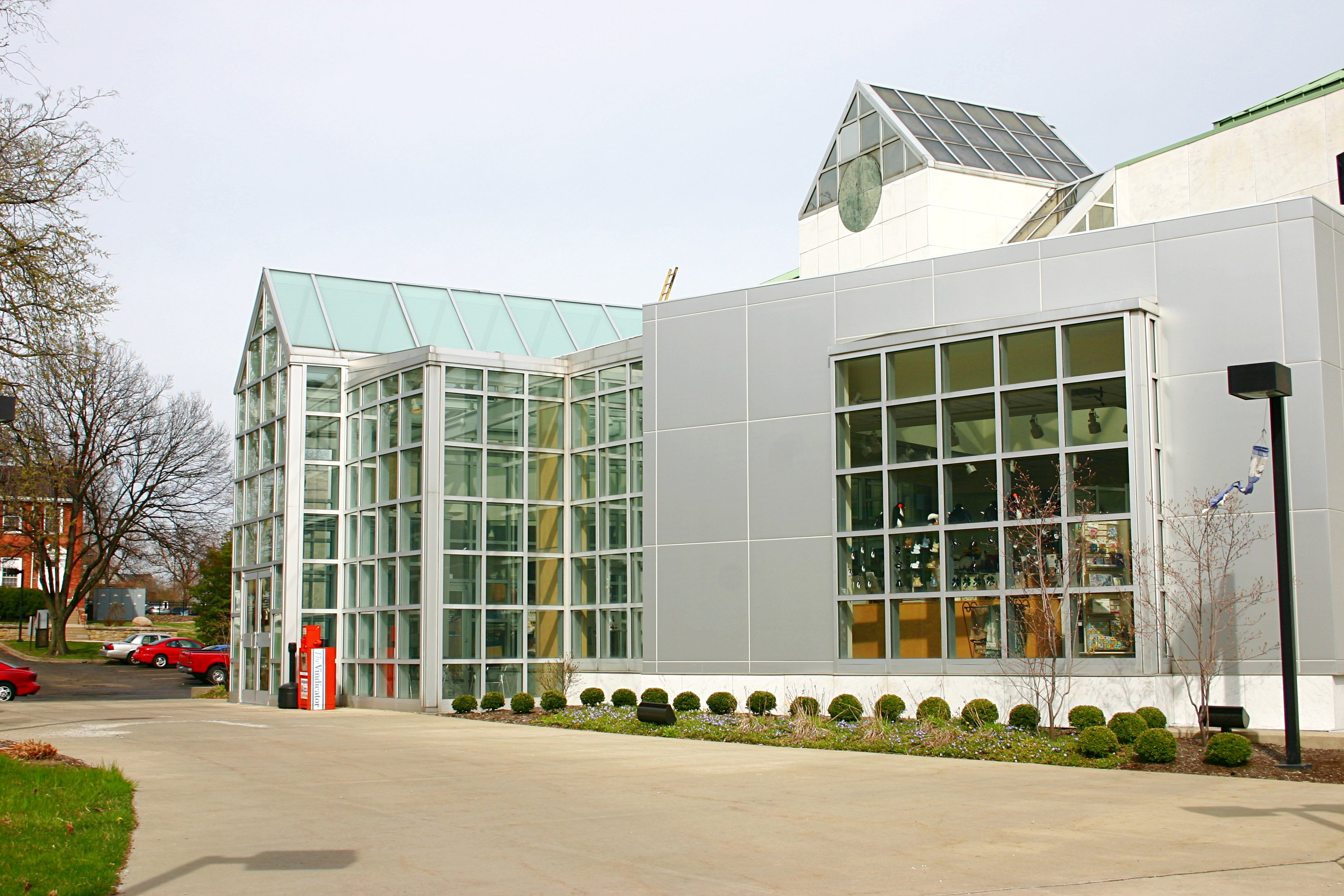
Rückseite des Butler Institute of American Art

Das ursprüngliche Museumsgebäude wurde von dem renommierten Architekturbüro McKim, Mead & White im Stil der Second Renaissance Revival entworfen und 1919 fertiggestellt. Es ist im National Register of Historic Places eingetragen. Im Jahr 2000 kam der Beecher Center-Flügel hinzu, der sich auf die Verbindung von Kunst und Technologie konzentriert. Zwei Jahre später folgte der Andrews Pavilion mit einem Skulpturen-Atrium, einem Museumsshop und einem Café. Im Jahr 2006 erwarb das Museum das benachbarte Gebäude der First Christian Church und baute es zu einem Bildungs- und Veranstaltungszentrum aus. 
Neue Ausstellungsräume kamen 2023 hinzu, darunter die Bacon Grand Gallery, in der das keramische Wandgemälde 14. Mai 1968 von Pierre Soulages dauerhaft ausgestellt wird. Es wurde 2009 von Dr. Zona aus dem Oliver Building in Pittsburgh gerettet. Das Wandgemälde befindet sich hinter Glas und wird nachts beleuchtet, so dass es von der Wick Avenue aus zu sehen ist.

## Sammlung

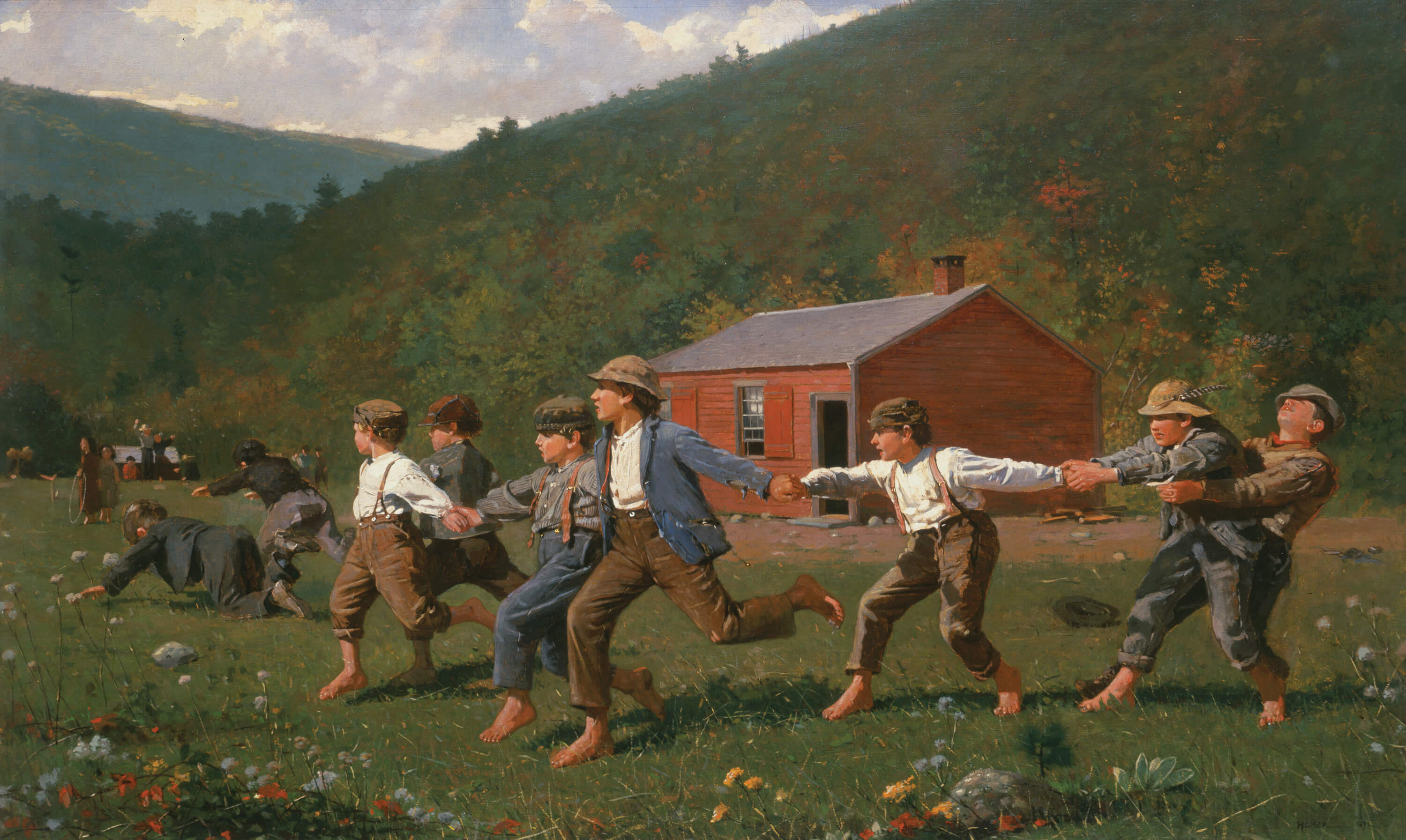
Winslow Homer, Snap the Whip, 1872

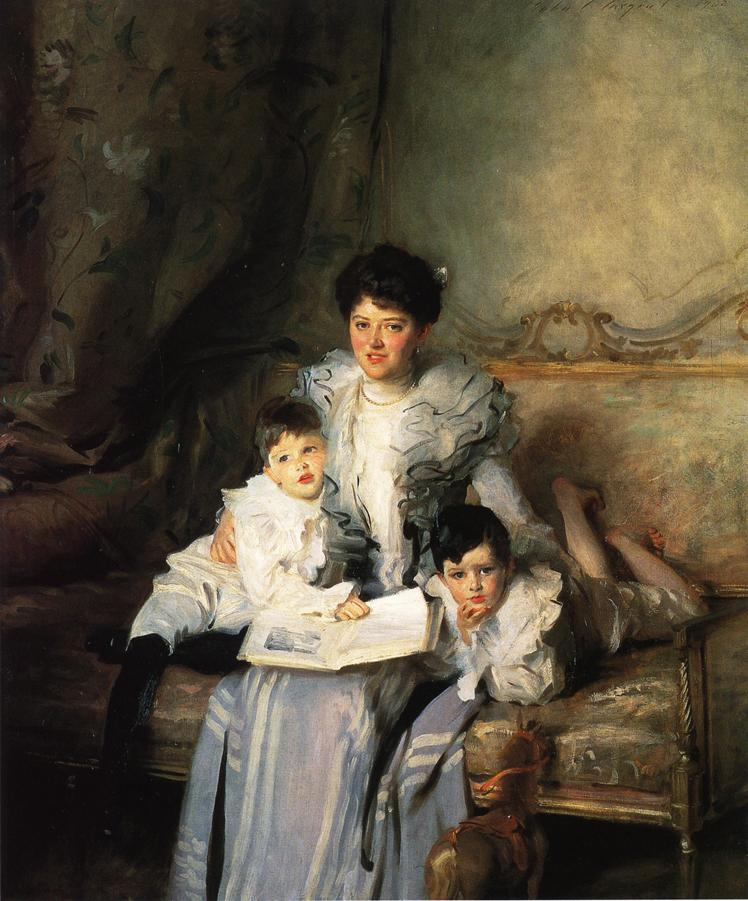
John Singer Sargent, Mrs. Arthur Knowles and her Two Sons, 1902

Die Sammlung des Butler Institute umfasst bedeutende Werke der amerikanischen Kunstgeschichte. Zu den herausragenden Stücken zählen Winslow Homers Snap the Whip und Norman Rockwells Lincoln the Railsplitter. Weitere Highlights sind Albert Bierstadts The Oregon Trail (1869) und Werke des abstrakten Expressionisten Robert Motherwell.

### 19. Jahrhundert
Die Cushwa Gallery zeigt Meisterwerke aus der Mitte des 19. Jahrhunderts, darunter Winslow Homers Gemälde Snap the Whip. Es gibt auch realistische Porträts von Thomas Eakins und William Paxton sowie eine Gruppe hyperrealistischer Stillleben und Landschaftsgemälde von Frederic Edwin Church, George Inness und Martin Johnson Heade. Das Museum zeigt Landschaftsgemälde der Hudson River School wie Thomas Cole, Asher Brown Durand und Thomas Doughty, 

### Amerikanischer Impressionismus

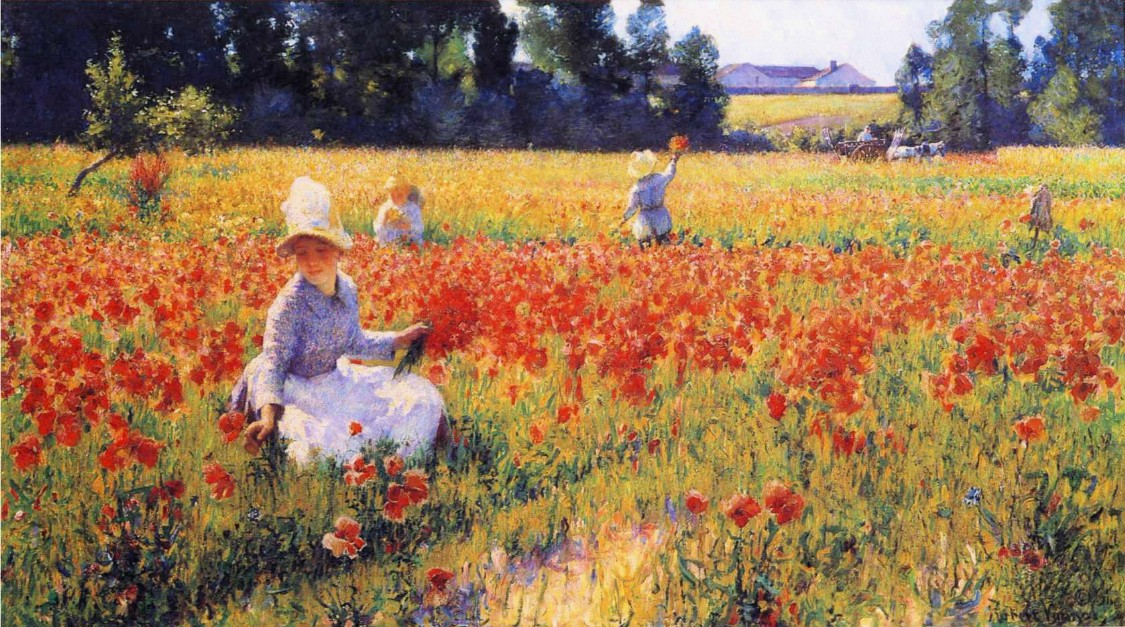
Robert Vonnoh, Coquelicots, 1890

Amerikanische Künstler, die zwischen 1890 und 1920 nach Frankreich reisten, schufen ihren eigenen impressionistischen Stil. Dazu gehören Werke von Mary Cassatt, Cecilia Beaux, Theodore Robinson und Frederick Carl Frieseke. Das vielleicht bekannteste impressionistische Gemälde in den Vereinigten Staaten, In Flanders Field von Robert Vonnoh, befindet sich in dieser Galerie. 

### Sammlung Amerikanischer Westen

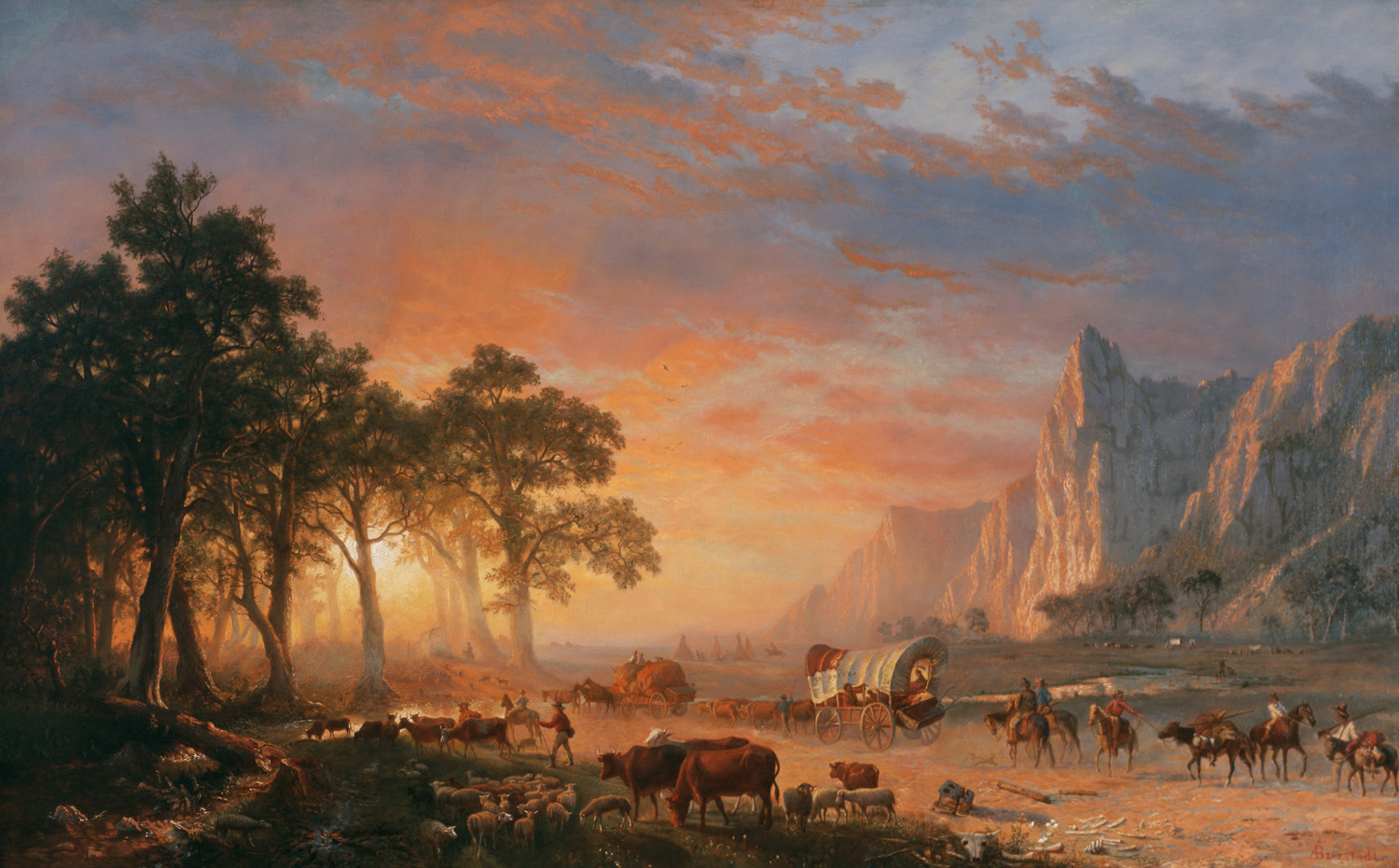
Albert Bierstadt, Emigrants Crossing the Plains, or The Oregon Trail, 1869

Zu den ständigen Sammlungen des Butler gehört eine große Sammlung von Kunstwerken, die sich auf den amerikanischen Westen beziehen. Die Galerie zeigt individuelle Porträts amerikanischer Ureinwohner von Elbridge Ayer Burbank und Joseph Henry Sharp sowie Landschaftsbilder wie Thomas Hills Meisterwerk Bridal Veil Falls, Yosemite und Albert Bierstadts The Oregon Trail.

### 20. Jahrhundert
Die Sammlung aus der Zeit nach dem Zweiten Weltkrieg umfasst praktisch alle Strömungen vom Abstrakten Expressionismus bis zur Pop Art, vom Minimalismus bis zur Op(tical) Art. Bedeutende Werke in mehreren Galerien bieten einen umfassenden Überblick über die Bewegungen, die Amerika zu einer führenden Rolle in der Weltkultur verholfen haben. Darunter befinden sich Werke zeitgenössischer Künstler wie Alfred Leslie, Philip Pearlstein und Louise Nevelson. 

### Donnell-Galerie für amerikanische Sportkunst
Die Butler's Sports Gallery zeigt Werke amerikanischer Künstler, die sich von Sportthemen von Boxen bis Baseball inspirieren ließen, darunter Porträts von Sportlegenden, Skulpturen und Stillleben klassischer Sportgeräte. 